# Rosamaria Montibeller
Rosamaria Montibeller (Nova Trento, 9 aprile 1994) è una pallavolista brasiliana, opposto delle Denso Airybees.

## Biografia
Proviene da una famiglia di origini italiane, più precisamente trentine.

## Caratteristiche tecniche
Schierata principalmente come opposto, ruolo che la stessa Montibeller predilige, all'occorrenza può giocare anche come schiacciatrice, posto quest'ultimo occupato con più frequenza in nazionale.

## Carriera

### Club
Comincia la carriera in patria nel 2011 tra le file del São Caetano, con cui debutta nella Superliga Série A, rimanendo con il club paulista fino al 2013. Nel successivo biennio si divide tra il Campinas e il Pinheiros. Nel 2015 approda al Minas dove rimane per un triennio, vincendo nel 2018 il campionato sudamericano per club in cui viene inoltre premiata come migliore schiacciatrice dell'edizione. Per il campionato 2018-19 passa al Praia Clube, con cui vince la Supercoppa brasiliana.
Nella stagione 2019-20 si trasferisce in Italia per giocare il campionato di Serie A1 con la neopromossa Wealth Planet Perugia. Negli anni seguenti rimane in A1 cambiando continuamente squadra: milita nel Casalmaggiore per l'annata 2020-21, nell'AGIL nell'annata seguente e nella UYBA per il campionato 2022-23.
Si trasferisce in Giappone nell'annata 2023-24, dove indossa la casacca delle Denso Airybees, in V.League Division 1.

### Nazionale
Dopo aver conquistato la medaglia d'oro al campionato sudamericano under 18 2010, con la nazionale under 20 vince nuovamente il campionato continentale nel 2012, venendo inoltre premiata come migliore opposto della manifestazione, e la medaglia di bronzo al campionato mondiale 2013. Nel 2014 conquista ancora un oro nel campionato sudamericano, stavolta con la nazionale under 22, mentre con l'under 23 si aggiudica la medaglia d'argento alla Coppa panamericana 2012 e quella d'oro al campionato mondiale 2015, dove riceve un altro premio come miglior opposto. 
Nel 2015 fa il suo debutto in nazionale maggiore, con cui conquista l'argento ai XVII Giochi panamericani, seguito successivamente da altri due argenti alla Volleyball Nations League 2021 e ai Giochi della XXXII Olimpiade di Tokyo, e dall'oro al campionato sudamericano 2021; l'anno seguente giunge nuovamente seconda alla Volleyball Nations League oltreché al campionato mondiale. Nel 2023 vince la medaglia d'oro al campionato continentale e quella d'argento alla Coppa del Mondo, nel 2024 quella di bronzo ai Giochi della XXXIII Olimpiade di Parigi, mentre nel 2025 quella d'argento alla Volleyball Nations League.

## Palmarès

### Club
- Campionato Mineiro: 1

2017
- Supercoppa brasiliana: 1

2018
- Campionato sudamericano per club: 1

2018

### Nazionale (competizioni minori)
- Campionato sudamericano under 18 2010
- Campionato sudamericano under 20 2012
- Coppa panamericana under 23 2012
- Campionato mondiale under 20 2013
- Campionato sudamericano under 22 2014
- Giochi panamericani 2015
- Campionato mondiale under 23 2015
- Montreux Volley Masters 2017

### Premi individuali
- 2012 - Campionato sudamericano under 20: Miglior opposto
- 2015 - Campionato mondiale under 23: Miglior opposto
- 2018 - Campionato sudamericano per club: Miglior schiacciatrice